# Журавець (село)
Жура́вець — село в Україні, у Затурцівській сільській громаді Володимирського району Волинської області. Населення становить 110 осіб.

## Географія
Село розташоване на лівому березі річки Стохід.

## Історія
У 1906 році село Киселинської волості Володимир-Волинського повіту Волинської губернії. Відстань від повітового міста 36 верст, від волості 2. Дворів 40, мешканців 270.
До 21 вересня 2018 року село входило до складу Холопичівської сільської ради Локачинського району Волинської області.
Після ліквідації Локачинського району 19 липня 2020 року село увійшло до Володимир-Волинського району.

## Населення
Згідно з переписом УРСР 1989 року чисельність наявного населення села становила 122 особи, з яких 60 чоловіків та 62 жінки.
За переписом населення України 2001 року в селі мешкало 110 осіб.

### Мова
Розподіл населення за рідною мовою за даними перепису 2001 року:
| Мова       | Кількість | Відсоток |
| ---------- | --------- | -------- |
| українська | 109       | 99.09%   |
| російська  | 1         | 0.91%    |
| Усього     | 110       | 100%     |

## Відомі люди
У поселенні народився:
- Барась Микола Тадіонович (* 1947) — український журналіст, прозаїк.